# Allegiant Air
Allegiant Air é uma companhia aérea low-cost/low-fare estadunidense, propriedade da Allegiant Travel Co. (NASDAQ: ALGT), que opera voos comerciais convencionais e voos fretados.
A companhia possui cerca de 1.300 funcionários e uma capitalização de mercado de 1 bilhão de dólares. A corporação está sediada em Summerlin, em Nevada.

## Frota

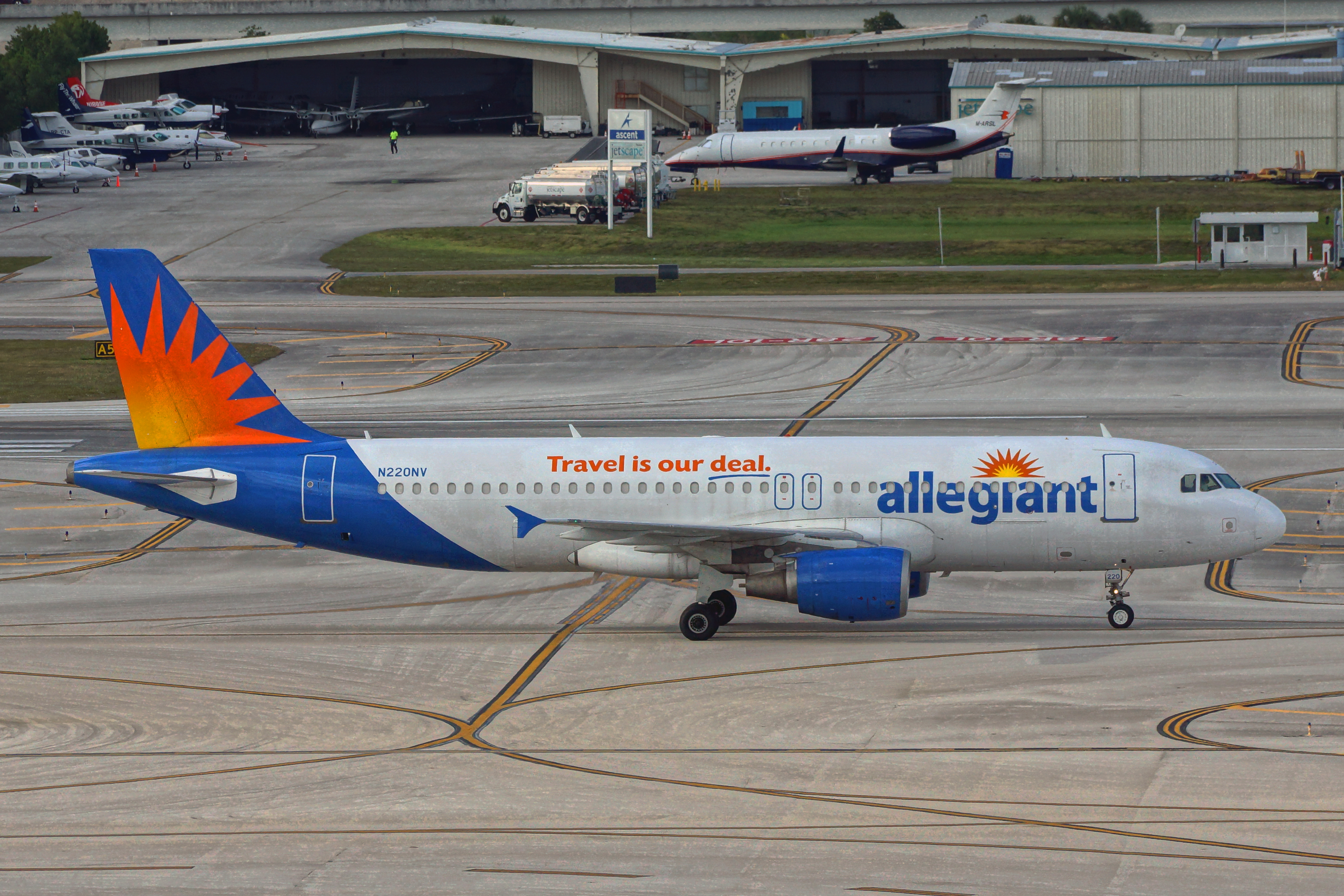
Airbus A320 da Allegiant Air.

Em 20 de outubro de 2017 a frota da empresa era.
| Modelo          | Quantidade |
| --------------- | ---------- |
| Airbus A319-100 | 22         |
| Airbus A320-200 | 28         |
| Boeing 757-200  | 1          |
| MD-83           | 37         |
| MD-88           | 5          |
| Total           | 93         |